# Segunda División de México
La Segunda División de México, oficialmente denominada Liga Premier, es el torneo de tercer nivel de fútbol profesional dentro del sistema de ligas de fútbol en México. Fue fundada en 1950 con la participación de siete clubes: Zacatepec, Zamora, Pachuca, Irapuato, Morelia, Toluca y Querétaro. Hasta la Temporada 1993-94, el campeón de la Segunda División accedía a la Primera División, pero con la creación de la Primera División 'A' la Segunda División se convirtió en la tercera categoría en México.
La Liga Premier se divide en Serie A y Serie B. En la Serie A están inscritos los clubes que tengan la mejor infraestructura económica y deportiva para competir por el ascenso y seis filiales de la Liga de Expansión MX. En la Serie B están involucrados los equipos en desarrollo, que son aquellos con menor infraestructura, pero con el compromiso de trabajar para que en un tiempo corto puedan aspirar a jugar en la Serie A.

## Historia
La Segunda División de México fue fundada en 1950 con la participación de siete clubes: Zacatepec, Zamora, Pachuca, Irapuato, Morelia, Toluca y Querétaro. Hasta la Temporada 1993-94, el campeón de la Segunda División accedía a la Primera División, pero con la creación de la Primera División 'A' la Segunda División se convirtió en la tercera categoría en México.
Para el torneo Apertura 2008, la Federación Mexicana de Fútbol con la aprobación de los presidentes de los equipos, tanto de Segunda como de Tercera División, decidió modificar el formato de la liga repartiendo el número de equipos en dos divisiones, la Liga Premier de Ascenso y la Liga de Nuevos Talentos. 
Entre el Apertura 2015 y el Clausura 2018, todos los equipos de la Primera División participaron en esta división con un equipo filial, los cuales no tenían derecho al ascenso.
En 2017 el formato se volvió a modificar, el torneo en general pasó de ser llamado Segunda División a Liga Premier, mientras que la Liga Premier de Ascenso se transformó en Serie A y la Liga de Nuevos Talentos en Serie B.
Para la temporada 2018-19 la mayor parte de los equipos filiales salieron de la competencia, debido a esto la liga se reestructuró y se tomó la decisión de eliminar los torneos cortos e implementar el formato de temporadas largas, pero manteniendo el sistema de liguilla por el título para determinar al campeón. Para la temporada 2020-21 se suspendió de manera temporal la Serie B debido a la falta de clubes participantes por la salida de equipos de ambas Series, esta reducción de clubes fue consecuencia de los problemas económicos provocados por la pandemia de Coronavirus en el país, por lo que ambas series se fusionaron en este ciclo en un único torneo llamado Liga Premier.
Luego de tres años, para la temporada 2021-2022 se volvieron a implementar los dos torneos cortos por temporada en detrimento del torneo largo. La temporada volvió a ser dividida en dos torneos cortos: Apertura y Clausura, formato que se había abandonado en 2018 en favor de los torneos largos. Además, en ese mismo ciclo futbolístico se recuperó el reparto de la categoría en dos ramas separadas de acuerdo con la situación de los clubes.
El formato de dos torneos cortos por temporada fue implementado únicamente durante dos años, ya que para la temporada 2023-2024 se realizó una nueva reestructuración y se volvió a implementar el formato de un torneo largo por año futbolístico.No obstante, el formato de un certamen anual solo fue realizado durante ese año, ya que para la temporada 2024-25 se regresó al anterior sistema de dos torneos por temporada.

## Sistema de competencia
En la Serie A están inscritos los clubes que tengan la mejor infraestructura económica y deportiva para competir por el ascenso y seis equipos filiales de clubes de las Ligas MX y de Expansión. Cuenta con 41 equipos divididos en tres grupos, de los cuales, califican a la liguilla los cuatro primeros de cada grupo además del quinto mejor clasificado, con los líderes de cada grupo avanzando directamente a cuartos de final y el resto a una ronda previa de reclasificación. El ganador de la Liguilla se proclamará campeón de la competencia y clasificará a la serie de Campeón de Campeones, el ganador de esa eliminatoria podría optar a un lugar en la Liga de Expansión siempre y cuando cumpla con los requisitos de certificación que se obtienen a través de la entrega de la Licencia Plus de la FMF. Desde la temporada 2025-2026 se juega un solo torneo a lo largo de todo el año futbolístico.
Por su parte en la Serie B están involucrados los equipos denominados como en desarrollo, que son aquellos con menor infraestructura, pero con el compromiso de trabajar para que en un tiempo corto puedan aspirar a jugar en la Serie A. Cuenta con 10 equipos. Califican del primer al séptimo clasificado, con el primer lugar avanzando directamente a semifinales, mientras el resto de clasificados jugarán un repechaje. Al igual que en la Serie A se celebran un torneo por año futbolístico.
Se estableció que el último lugar en la temporada regular de la Serie B debería descender a la Tercera División de México, sin embargo, esta práctica lleva años suspendida por los cambios de equipos participantes en la Segunda División. En cambio, los cuatro equipos que se clasifiquen a las finales regionales de la Tercera División ascienden a la Segunda División, donde los campeones regionales que cumplan con los requisitos para competir por el ascenso a la Liga de Expansión, pasarán a la Serie A. En tanto si no los cumplen, pasarán a la Serie B junto con los dos subcampeones regionales. Si un equipo que participa en la Serie B logra mejorar su infraestructura y/o sus condiciones económicas, este puede ser recolocado en Serie A sin necesidad de ganar su plaza de manera deportiva. De igual manera, si un equipo de la Serie A no logra satisfacer los requerimientos de participación este será relegado a la Serie B para la siguiente temporada, en donde deberá permanecer hasta que logre cumplir con los requisitos para formar parte de la rama superior de la categoría.

## Equipos participantes (temporada 2025-26)
Lista de equipos participantes para la temporada 2025-26, dada conocer el 31 de julio de 2025.

### Serie A

#### Grupo 1
| Equipo               | Entrenador         | Ciudad                         | Fundación      | Estadio                      | Capacidad | Filial               |
| -------------------- | ------------------ | ------------------------------ | -------------- | ---------------------------- | --------- | -------------------- |
| ACF Zapotlanejo      | Arturo Magaña      | Zapotlanejo, Jalisco           | 2016 (9 años)  | Miguel Hidalgo               | 2 000     |                      |
| Cimarrones de Sonora | Valentín Arredondo | Hermosillo, Sonora             | 2013 (12 años) | Héroe de Nacozari            | 18 747    |                      |
| Colima F.C.          | Sergio Bueno       | Colima, Colima                 | 2020 (5 años)  | Colima                       | 12 000    |                      |
| Durango              | Gastón Obledo      | Durango, Durango               | 1997 (28 años) | Francisco Zarco              | 18 000    |                      |
| Ensenada F.C.        | Alfonso Loera      | Ensenada, Baja California      | 2025 (0 años)  | U.D. Raúl Ramírez Lozano     | 7 600     |                      |
| Guerreros de Autlán  | Sergio Díaz        | Autlán, Jalisco                | 2002 (23 años) | Unidad Deportiva Chapultepec | 1 500     |                      |
| La Piedad            | Arturo Espinoza    | La Piedad, Michoacán           | 1951 (73 años) | Juan N. López                | 13 356    |                      |
| Leones Negros "B"    | Jairo González     | Zapopan, Jalisco               | 2013 (11 años) | Club Deportivo U. de G.      | 3 000     | Leones Negros UDG    |
| Los Cabos United     | Edson Alvarado     | Los Cabos, Baja California Sur | 2022 (3 años)  | Complejo Deportivo Don Koll  | 3 500     |                      |
| Mineros de Fresnillo | Isaac Martínez     | Fresnillo, Zacatecas           | 2007 (18 años) | Minera Fresnillo             | 6 000     | Mineros de Zacatecas |
| Tecos                | Jesús Chávez       | Zapopan, Jalisco               | 1971 (54 años) | Tres de Marzo                | 18 779    |                      |
| Tigres de Álica      | Ricardo Jiménez    | Tepic, Nayarit                 | 2021 (4 años)  | Nicolás Álvarez Ortega       | 12 495    |                      |
| Tritones Vallarta    | Juan Pablo Alfaro  | Puerto Vallarta, Jalisco       | 2021 (4 años)  | Canchas Curiel               | 1 000     |                      |
| UAZ                  | Rubén Hernández    | Zacatecas, Zacatecas           | 1990 (35 años) | Carlos Vega Villalba         | 20 737    |                      |

#### Grupo 2
| Equipo            | Entrenador          | Ciudad                       | Fundación      | Estadio                               | Capacidad | Filial           |
| ----------------- | ------------------- | ---------------------------- | -------------- | ------------------------------------- | --------- | ---------------- |
| Atlético Hidalgo  | Fausto Pinto        | Jasso, Hidalgo               | 1996 (28 años) | 10 de diciembre                       | 7 761     | C.F. Pachuca     |
| Calor             | Enrique Garza       | Reynosa, Tamaulipas          | 2001 (23 años) | Reynosa                               | 15 000    |                  |
| C.D. Chilpancingo | Sebastián Lencina   | Chilpancingo, Guerrero       | 1988 (37 años) | General Vicente Guerrero              | 5 000     |                  |
| Ciervos F.C.      | Arturo Viche        | Chalco, Estado de México     | 2017 (8 años)  | Roberto González Velasquez            | 3 217     |                  |
| Cordobés F.C.     | Francisco Flores    | Cuautitlán, Estado de México | 2022 (3 años)  | Los Pinos                             | 5 000     |                  |
| Gavilanes         | Juan Carlos Montiel | Matamoros, Tamaulipas        | 2011 (13 años) | El Hogar                              | 22 000    |                  |
| Halcones F.C.     | José Roberto Muñoz  | Uruapan, Michoacán           | 2020 (5 años)  | Unidad Deportiva Hermanos López Rayón | 5 000     |                  |
| Lobos ULMX        | Aquivaldo Mosquera  | Celaya, Guanajuato           | 2021 (4 años)  | Miguel Alemán Valdés                  | 23 182    |                  |
| Real Apodaca      | Ricardo Rayas       | Apodaca, Nuevo León          | 2023 (2 años)  | Centenario del Ejército Mexicano      | 2 000     |                  |
| Santiago F.C.     | Martín Moreno       | Santiago, Nuevo León         | 2017 (8 años)  | La Capilla Soccer Park                | 1 000     |                  |
| Sporting Canamy   | Juan Carlos Rico    | Oaxtepec, Morelos            | 2003 (21 años) | Centro Vacacional IMSS                | 9 000     |                  |
| UAT               | Jorge Dimas         | Ciudad Victoria, Tamaulipas  | 1995 (30 años) | Prof. Eugenio Alvizo Porras           | 5 000     | Correcaminos UAT |
| Zacatepec         | Rowan Vargas        | Xochitepec, Morelos          | 1948 (77 años) | Mariano Matamoros                     | 18 000    |                  |
| Zitácuaro         | Mario Alberto Trejo | Zitácuaro, Michoacán         | 1995 (30 años) | Ignacio López Rayón                   | 10 000    |                  |

#### Grupo 3
| Equipo                 | Entrenador         | Ciudad                             | Fundación      | Estadio                         | Capacidad | Filial      |
| ---------------------- | ------------------ | ---------------------------------- | -------------- | ------------------------------- | --------- | ----------- |
| Cañoneros              | Efrén Hernández    | Xalapa, Veracruz                   | 2012 (13 años) | Universidad Anáhuac Xalapa      | 1 000     |             |
| Celaya F.C.            | Luis Fernando Soto | Celaya, Guanajuato                 | 1954 (71 años) | Miguel Alemán Valdés            | 23 182    | Celaya F.C. |
| Chapulineros de Oaxaca | Jonathan Estrada   | San Jerónimo Tlacochahuaya, Oaxaca | 1983 (42 años) | Independiente MRCI              | 6 000     |             |
| Deportiva Venados      | Alfredo García     | Tamanché, Yucatán                  | 2014 (11 años) | Alonso Diego Molina             | 2 500     |             |
| Dragones Toluca        | Manuel Garduño     | Zinacantepec, Estado de México     | 2022 (3 años)  | Unidad Cultural Sección 17 SNTE | 1 000     |             |
| Héroes de Zaci         | Edgar Martínez     | Texcoco, Estado de México          | 2015 (10 años) | Municipal Claudio Suárez        | 5 000     |             |
| Inter Playa            | Nicolás Burtovoy   | Playa del Carmen, Quintana Roo     | 1999 (26 años) | Mario Villanueva Madrid         | 7 500     |             |
| Jaguares F.C.          | Paco Ramírez       | Tuxtla Gutiérrez, Chiapas          | 2002 (23 años) | Víctor Manuel Reyna             | 29 001    |             |
| Montañeses             | Víctor Medina      | Orizaba, Veracruz                  | 2021 (4 años)  | Socum                           | 7 000     |             |
| Neza F.C.              | Marco Gamiño       | Nezahualcóyotl, Estado de México   | 1991 (34 años) | Municipal Claudio Suárez        | 5 000     |             |
| Pioneros de Cancún     | Jorge Salas        | Cancún, Quintana Roo               | 1984 (41 años) | Cancún 86                       | 6 390     |             |
| Racing de Veracruz     | Marco Angulo       | Boca del Río, Veracruz             | 2023 (2 años)  | Unidad Deportiva Hugo Sánchez   | 2 500     |             |
| Tapachula F.C.         | Diego Mazariegos   | Tapachula, Chiapas                 | 2023 (1 años)  | Olímpico de Tapachula           | 21 010    |             |

### Serie B
| Equipo                 | Entrenador        | Ciudad                               | Fundación      | Estadio                               | Capacidad | Filial             |
| ---------------------- | ----------------- | ------------------------------------ | -------------- | ------------------------------------- | --------- | ------------------ |
| Acámbaro F.C.          | Francisco Tena    | Acámbaro, Guanajuato                 | 2025 (0 años)  | Fray Salvador Rangel                  | 4 000     |                    |
| Aguacateros CDU        | Edgar Tolentino   | Uruapan, Michoacán                   | 2018 (7 años)  | Unidad Deportiva Hermanos López Rayón | 5 000     | Atlético Morelia   |
| Artesanos Metepec F.C. | Gustavo Contreras | Metepec, Estado de México            | 2022 (3 años)  | U.D. Alarcón Hisojo "La Hortaliza"    | 2 000     |                    |
| Ayense                 | Ismael Ávila      | Ayotlán, Jalisco                     | 1988 (37 años) | Chino Rivas                           | 4 000     |                    |
| Caja Oblatos           | Rodolfo Martínez  | Tonalá, Jalisco                      | 2019 (6 años)  | U.D. Revolución Mexicana              | 3 000     |                    |
| Dragones de Oaxaca     | Omar Arellano     | Oaxaca, Oaxaca                       | 2018 (6 años)  | Tecnológico de Oaxaca                 | 14 950    |                    |
| Gorilas de Juanacatlán | Damián Osorno     | Juanacatlán, Jalisco                 | 2016 (9 años)  | Club Juanacatlán                      | 800       |                    |
| Huracanes Izcalli      | José Julio Huerta | Cuautitlán Izcalli, Estado de México | 2021 (4 años)  | Hugo Sánchez Márquez                  | 3 500     |                    |
| C.D. Poza Rica         | Alberto Segura    | Poza Rica, Veracruz                  | 1950 (75 años) | Heriberto Jara Corona                 | 10 000    |                    |
| F.C. Racing            | Víctor Hernández  | Boca del Río, Veracruz               | 2025 (0 años)  | Unidad Deportiva Hugo Sánchez         | 2 500     | Racing de Veracruz |

## Historial

### Campeones de liga por puntos
| Temporada | Campeón              | Subcampeón    | Descendido a Segunda División |
| --------- | -------------------- | ------------- | ----------------------------- |
| 1950-1951 | Zacatepec            | Zamora        | San Sebastián                 |
| 1951-1952 | La Piedad            | San Sebastián | Veracruz                      |
| 1952-1953 | Toluca               | Veracruz      | La Piedad                     |
| 1953-1954 | Irapuato             | San Sebastián | Atlas                         |
| 1954-1955 | Atlas                | Cuautla FC    | Marte                         |
| 1955-1956 | Monterrey            | La Piedad     | Zamora                        |
| 1956-1957 | Zamora               | Morelia       | Monterrey                     |
| 1957-1958 | Celaya               | Monterrey     | Tampico                       |
| 1958-1959 | Tampico              | Monterrey     | Cuautla                       |
| 1959-1960 | Monterrey            | Ciudad Madero | Zamora                        |
| 1960-1961 | Nacional             | Poza Rica     | Celaya                        |
| 1961-1962 | Universidad Nacional | Ciudad Madero | Zacatepec                     |
| 1962-1963 | Zacatepec            | Ciudad Madero | Tampico                       |
| 1963-1964 | Cruz Azul            | Poza Rica     |                               |
| 1964-1965 | Ciudad Madero        | Poza Rica     | Nacional                      |
| 1965-1966 | Nuevo Léon           | Tampico       | Zacatepec                     |
| 1966-1967 | Pachuca              | Laguna        | Ciudad Madero                 |
| 1967-1968 | Laguna               | Zacatepec     | Morelia                       |
| 1968-1969 | Torreón              | Zacatepec     | Nuevo León                    |
| 1969-1970 | Zacatepec            | Nuevo León    |                               |

### Campeones mediante liguilla
- En 1955 también ascendieron Zamora y Cuautla por medio de una liguilla promocional.
- En 1957 ascendió por invitación el subcampeón Morelia
- En 1964 ascendió Veracruz vía liguilla promocional, en la cual Nacional evitó el descenso al quedar en primer lugar
- En 1970 ascendió Puebla vía liguilla promocional

De la Temporada 1982-83 a la Temporada 1993-94 la Liga se dividió en "A" y "B"
| Temporada | Campeón Segunda "A" | Marcador Global | Subcampeón Segunda "A"     | Descendió a la Segunda   | Campeón Segunda "B" |
| --------- | ------------------- | --------------- | -------------------------- | ------------------------ | ------------------- |
| 1970-1971 | San Luis            | 2-1             | Zamora                     | Atlas                    | –                   |
| 1971-1972 | Atlas               | 4-0             | Tigres UANL                | Irapuato                 | –                   |
| 1972-1973 | Ciudad Madero       | 4-3             | Irapuato                   | Pachuca                  | –                   |
| 1973-1974 | Tigres UANL         | 3-2             | Universidad de Guadalajara | San Luis                 | –                   |
| 1974-1975 | Tecos UAG           | 1-0             | Irapuato                   | Ciudad Madero            | –                   |
| 1975-1976 | San Luis            | 3-2             | Tecnológico de Celaya      | Atlante                  | –                   |
| 1976-1977 | Atlante             | 6-3             | Gallos Blancos UAQ         | Zacatepec                | –                   |
| 1977-1978 | Zacatepec           | 4-1             | Irapuato                   | Atlas                    | –                   |
| 1978-1979 | Atlas               | 3-2             | Cuautla                    | Veracruz                 | –                   |
| 1979-1980 | Atletas Campesinos  | 2-1             | Osos Grises                | Jalisco                  | –                   |
| 1980-1981 | Atlético Morelia    | 2-1             | Tapatío                    | Unión de Curtidores      | –                   |
| 1981-1982 | Oaxtepec            | 3-1             | Tepic                      | Tampico                  | –                   |
| 1982-1983 | Unión de Curtidores | 2-1             | Zamora                     | Zacatepec                | Correcaminos UAT    |
| 1983-1984 | Zacatepec           | 3-1             | Jalisco                    | Unión de Curtidores      | Santos Laguna       |
| 1984-1985 | Irapuato            | 5-3             | Pachuca                    | Zacatepec                | La Piedad           |
| 1985-1986 | Cobras de Querétaro | 3-1             | Pachuca                    |                          | Tapatío             |
| 1986-1987 | Correcaminos UAT    | 1-11            | Gallos Blancos UAQ         | Cobras de Querétaro León | S.U.O.O.            |
| 1987-1988 | Cobras Juárez       | 2-1             | León                       | Correcaminos UAT         | Nuevo León          |
| 1988-1989 | Potros Neza         | 4-1             | Atlético Yucatán           | Atlético Potosino        | Bachilleres         |
| 1989-1990 | León                | 4-1             | Inter                      | Atlante                  | Acapulco            |
| 1990-1991 | Atlante             | 2-2             | Pachuca                    | Irapuato                 | Ayense              |
| 1991-1992 | Pachuca             | 2-2             | Zacatepec                  | Cobras                   | Tepatitlán          |
| 1992-1993 | UT de Neza          | 1-0             | Tampico Madero             | Pachuca                  | Oaxaca              |
| 1993-1994 | Tampico-Madero      | 4-3             | Irapuato                   | Querétaro                | Tapatío             |

- Desde 1970 el equipo que ascienda debe ganar la coloquial Liguilla.
- En 1974 ascendieron por invitación Atlético Potosino y Unión de Curtidores

1. Correcaminos ganó en penales 4-2
2. Atlante ganó en penales 9-8
3. Pachuca ganó en penales 11-10

### Como tercer nivel del fútbol mexicano
- Los campeones desde 1994 ascienden a la categoría Ascenso MX.
- A partir del Torneo Apertura 2008 la liga se dividió en Liga Premier de Ascenso y Liga de Nuevos Talentos.

| Temporada          | Campeón Liga Premier     | Subcampeón Liga Premier   | Campeón Liga de Nuevos Talentos | Subcampeón Liga de Nuevos Talentos | Desciende a Segunda                       | Campeón de Filiales Liga Premier | Campeón de Filiales Liga de Nuevos Talentos |
| ------------------ | ------------------------ | ------------------------- | ------------------------------- | ---------------------------------- | ----------------------------------------- | -------------------------------- | ------------------------------------------- |
| 1994-1995          | Cruz Azul (Hidalgo)      | Bachilleres               | –                               | –                                  | Tabasco                                   | –                                | –                                           |
| 1995-1996          | Tigrillos                | Tapatío                   | –                               | –                                  | Tepic                                     | –                                | –                                           |
| 1996-1997          | Bachilleres              | Aguascalientes            | –                               | –                                  | Inter                                     | –                                | –                                           |
| Invierno 1997      | Zitácuaro                | Aguascalientes            | –                               | –                                  | Marte                                     | –                                | –                                           |
| Verano 1998        | Aguascalientes           | Delfines (Xalapa)         | –                               | –                                  | Marte                                     | –                                | –                                           |
| Invierno 1998      | Durango                  | Zitácuaro                 | –                               | –                                  | San Francisco                             | –                                | –                                           |
| Verano 1999        | Durango                  | Marte                     | –                               | –                                  | San Francisco                             | –                                |                                             |
| Invierno 1999      | Cuautitlán               | Tapatío                   | –                               | –                                  | Halcones                                  | –                                | –                                           |
| Verano 2000        | Marte                    | Cihuatlán                 | –                               | –                                  | Halcones                                  | –                                | –                                           |
| Invierno 2000      | Águilas de Tamaulipas1   | Zitácuaro                 | –                               | –                                  | Halcones                                  | –                                | –                                           |
| Verano 2001        | Zitácuaro2               | Cihuatlán                 | –                               | –                                  | Halcones                                  | –                                | –                                           |
| Invierno 2001      | Cihuatlán                | Tapatío                   | –                               | –                                  | No hubo Descenso                          | –                                | –                                           |
| Verano 2002        | Astros                   | Tapatío                   | –                               | –                                  | No hubo Descenso                          | –                                | –                                           |
| Apertura 2002      | Deportivo Tepic          | Real de La Plata          | –                               | –                                  | Nuevo Laredo                              | –                                | –                                           |
| Clausura 2003      | Coatzacoalcos            | Tecamachalco              | –                               | –                                  | Nuevo Laredo                              | –                                | –                                           |
| Apertura 2003      | Lobos BUAP3              | Cuautitlán                | –                               | –                                  | - Jaguares (Tapachula) - Nacional Tijuana | –                                | –                                           |
| Clausura 2004      | Pachuca Juniors4         | América Coapa             | –                               | –                                  | - Jaguares (Tapachula) - Nacional Tijuana | –                                | –                                           |
| Apertura 2004      | Académicos               | Autlán                    | –                               | –                                  | Altamira                                  | Guadalajara "B"                  | –                                           |
| Clausura 2005      | Académicos               | Cachorros (U. de G.)      | –                               | –                                  | Altamira                                  | Guadalajara "B"                  | –                                           |
| Apertura 2005      | Coatzacoalcos            | Pumas Naucalpan           | –                               | –                                  | - Dorados (Tijuana) - Irapuato            | Atlas "B"                        | –                                           |
| Clausura 2006      | Pegaso Anáhuac           | Coatzacoalcos             | –                               | –                                  | - Dorados (Tijuana) - Irapuato            | Club Santos Laguna "A"           | –                                           |
| Apertura 2006      | Pachuca Juniors5         | Atlas                     | –                               | –                                  | Monarcas "A"                              | Chivas San Rafael                | –                                           |
| Clausura 2007      | Cruz Azul (Jasso)        | Necaxa (San Juan)         | –                               | –                                  | Monarcas "A"                              | Club América Coapa               | –                                           |
| Apertura 2007      | Pachuca Juniors6         | Tiburones Rojos (Córdoba) | –                               | –                                  | Tijuana                                   | Monarcas Morelia C               | –                                           |
| Clausura 2008      | Universidad del Fútbol   | Cihuatlán                 | –                               | –                                  | Tijuana                                   | Chivas Rayadas                   | –                                           |
| Apertura 2008      | Mérida                   | Universidad de Colima     | UAE de Hidalgo                  | Alto Rendimiento Tuzo              | Jaguares (Tapachula)                      | –                                | Académicos de Atlas                         |
| Clausura 2009      | Universidad del Fútbol   | Dorados (Los Mochis)      | América Coapa                   | UA de Tamaulipas                   | Jaguares (Tapachula)                      | –                                | Guadalajara "B"                             |
| Apertura 2009      | Universidad del Fútbol   | Altamira                  | UA de Tamaulipas                | Durango                            | No hubo Descenso                          | –                                | –                                           |
| Bicentenario 2010  | Universidad del Fútbol7  | Chivas Rayadas            | UAE de Hidalgo                  | América Coapa                      | No hubo Descenso                          | –                                | –                                           |
| Independencia 2010 | Celaya                   | Tampico-Madero            | Cachorros (UANL)                | Atlas                              | No hubo Descenso                          | –                                | –                                           |
| Revolución 2011    | Chivas Rayadas           | Bravos de Nuevo Laredo    | Cachorros (León)                | Durango                            | No hubo Descenso                          | –                                | –                                           |
| Apertura 2011      | Tulancingo               | Tecamachalco              | Estudiantes Tecos               | América Coapa                      | No hubo Descenso                          | –                                | –                                           |
| Clausura 2012      | Tulancingo8              | Tecamachalco              | Atlas                           | Pumas Naucalpan                    | No hubo Descenso                          | –                                | –                                           |
| Apertura 2012      | Murciélagos              | Deportivo Tepic           | Académicos9                     | UAE de Hidalgo                     | Pumas Morelos                             | –                                | –                                           |
| Clausura 2013      | Galeana Morelos          | Unión de Curtidores       | Durango                         | Pioneros de Cancún                 | Pumas Morelos                             | –                                | –                                           |
| Apertura 2013      | Linces Tlaxcala          | Universidad de Colima     | Pioneros de Cancún              | Santos (Soledad)                   | Zacatepec                                 | –                                | –                                           |
| Clausura 2014      | Atlético Coatzacoalcos10 | Unión de Curtidores       | Selva Cañera                    | Santos (Soledad)                   | Zacatepec                                 | –                                | –                                           |
| Apertura 2014      | UAE de México            | Cimarrones de Sonora      | Mineros (Fresnillo)             | Selva Cañera                       | No hubo Descenso                          | –                                | –                                           |
| Clausura 2015      | Universidad de Colima    | Cruz Azul (Hidalgo)       | Sahuayo F. C.                   | Atlético de San Luis               | No hubo Descenso                          | –                                | –                                           |
| Apertura 2015      | UAE de México            | Tlaxcala                  | UA de Tamaulipas                | Real Zamora                        | No hubo Descenso                          | Tigres Premier                   | –                                           |
| Clausura 2016      | Tampico-Madero           | Murciélagos               | Real Zamora                     | Sporting Canamy                    | No hubo Descenso                          | Universidad Nacional Premier     | –                                           |
| Apertura 2016      | Tlaxcala                 | Irapuato                  | UA de Tamaulipas                | Lobos Prepa                        | Universidad de Colima                     | Querétaro Premier                | –                                           |
| Clausura 2017      | Tlaxcala10               | Irapuato                  | Yalmakan                        | Calor                              | Universidad de Colima                     | América Premier                  | –                                           |

### Liga Premier FMF
- A partir del Torneo Apertura 2017 la liga se reestructuró, transformándose oficialmente en Liga Premier. Se dividió en Serie A y Serie B.

| Temporada     | Campeón Serie A                                     | Subcampeón Serie A                                  | Campeón Serie B                                     | Subcampeón Serie B                                  | Desciende a Segunda                                 | Campeón de Filiales Serie A                         |
| ------------- | --------------------------------------------------- | --------------------------------------------------- | --------------------------------------------------- | --------------------------------------------------- | --------------------------------------------------- | --------------------------------------------------- |
| Apertura 2017 | Tepatitlán11                                        | Irapuato                                            | Yalmakan                                            | Tlaxcala                                            | Murciélagos F.C.                                    | Toluca Premier                                      |
| Clausura 2018 | Universidad de Colima                               | La Piedad                                           | Orizaba                                             | U de G "B"                                          | Murciélagos F.C.                                    | Necaxa Premier                                      |
| 2018-2019     | Universidad de Colima                               | UAZ                                                 | Cañoneros Marina                                    | Deportivo Cafessa                                   | No hubo Descenso                                    | Universidad Nacional Premier                        |
| 2019-2020     | Torneo cancelado debido a la pandemia del COVID-19. | Torneo cancelado debido a la pandemia del COVID-19. | Torneo cancelado debido a la pandemia del COVID-19. | Torneo cancelado debido a la pandemia del COVID-19. | Torneo cancelado debido a la pandemia del COVID-19. | Torneo cancelado debido a la pandemia del COVID-19. |
| 2020-2021     | Irapuato12                                          | Cruz Azul (Hidalgo)                                 | No celebrado                                        | No celebrado                                        | No hubo Descenso                                    | –                                                   |
| Apertura 2021 | Durango                                             | Inter Playa del Carmen                              | Aguacateros CDU                                     | Calor                                               | No hubo Descenso                                    | –                                                   |
| Clausura 2022 | Mazorqueros                                         | Cafetaleros de Chiapas                              | Aguacateros CDU                                     | Alebrijes "B"                                       | No hubo Descenso                                    | –                                                   |
| Apertura 2022 | UAZ                                                 | Tampico Madero                                      | Calor                                               | Alebrijes "B"                                       | No hubo Descenso                                    | Pachuca Premier                                     |
| Clausura 2023 | Tampico Madero13                                    | Inter Playa del Carmen                              | Alebrijes "B                                        | T'hó Mayas                                          | No hubo Descenso                                    | Pachuca Premier                                     |
| 2023-2024     | Tampico Madero                                      | Los Cabos United                                    | Aguacateros CDU                                     | Ayense                                              | No hubo Descenso                                    | Cimarrones Premier                                  |
| Apertura 2024 | Aguacateros de Peribán14                            | Irapuato                                            | Santiago                                            | Artesanos Metepec                                   | No hubo descenso                                    | Aguacateros CDU                                     |
| Clausura 2025 | Irapuato                                            | Aguacateros de Peribán                              | Santiago                                            | Atlético Pachuca                                    | No hubo descenso                                    | Correcaminos Premier                                |

- En negrita los clubes que ganan la final de ascenso y suben a la división inmediata, ya sea el Ascenso MX o la Liga Premier.
- 1.- Asciende a la Primera "A" con el nombre de Tampico-Madero.
- 2.- Zitácuaro asciende a la Primera "A" ganando un juego promocional ante Halcones.
- 3.- Lobos BUAP asciende a la Primera "A" ganando un juego promocional ante Trotamundos.
- 4.- Cambia su sede a Ciudad Juárez y su nombre a Indios.
- 5.- Cambia su sede a Tapachula y su nombre a Jaguares.
- 6.- Cambia su sede y nombre a Irapuato.
- 7.- No puede ascender por ser filial del Pachuca. Cede su lugar al Altamira por ser el equipo que más puntos hizo en los dos torneos.
- 8.- No puede ascender por no cumplir con los requerimientos del Ascenso MX. Cede su lugar al mejor ubicado en la tabla general, el Tecamachalco. Sin embargo este tampoco puede ascender y muda al equipo a Oaxaca.
- 9.- No puede ascender por ser filial del Atlas B de la Liga Premier. Cede su lugar al subcampeón Durango.
- 10.-No cumplió con los requisitos para el Ascenso MX, por lo tanto se le congela el ascenso hasta que cumpla con los requisitos.
- 11.- No cumplió con los requisitos para participar en el Ascenso MX, al igual que el segundo lugar, el cual tampoco logró ser aprobado, por lo cual no hubo ascenso de categoría.
- 12.- No cumplió con la certificación financiera para participar en la Liga de Expansión MX, al igual que otros dos clubes que se sometieron al proceso de revisión, por lo cual no hubo ascenso de categoría.
- 13.- No cumplió con la entrega de la documentación para obtener la Licencia Plus de la Federación Mexicana de Fútbol, al igual que el subcampeón UAZ, como consecuencia de ello no hubo ascenso de categoría.[26]
- 14.- No cumplió con la certificación financiera ni deportiva para participar en la Liga de Expansión MX, en su lugar, la plaza reservada para el equipo invitado de la Liga Premier le fue otorgada al Irapuato, subcampeón de la temporada, el cual logró aprobar los requerimientos de la Liga de Expansión.

## Palmarés (Segunda División y Liga Premier Serie A)
| Campeones de Segunda División  |             |                |
| Equipo                         | Campeonatos | Subcampeonatos |
| Zacatepec                      | 5           | 3              |
| Irapuato                       | 4           | 8              |
| Tampico-Madero                 | 4           | 3              |
| Universidad del Fútbol         | 4           | 0              |
| Universidad de Colima          | 3           | 2              |
| Atlas                          | 3           | 0              |
| Durango                        | 3           | 0              |
| Pachuca Juniors                | 3           | 0              |
| Ciudad Madero/Refinería Madero | 2           | 3              |
| Pachuca                        | 2           | 3              |
| Monterrey                      | 2           | 2              |
| Zitácuaro                      | 2           | 2              |
| Coatzacoalcos                  | 2           | 1              |
| Tlaxcala                       | 2           | 1              |
| Celaya                         | 2           | 0              |
| San Luis                       | 2           | 0              |
| Atlante                        | 2           | 0              |
| Cobras                         | 2           | 0              |
| Académicos                     | 2           | 0              |
| Tulancingo                     | 2           | 0              |
| UA del Estado de México        | 2           | 0              |
| Zamora                         | 1           | 3              |
| Cihuatlán                      | 1           | 3              |
| La Piedad                      | 1           | 2              |
| Aguascalientes                 | 1           | 2              |
| Tepic/Deportivo Tepic          | 1           | 2              |
| Unión de Curtidores            | 1           | 2              |
| Cruz Azul (Hidalgo)            | 1           | 2              |
| Tampico                        | 1           | 1              |
| Nuevo León                     | 1           | 1              |
| Laguna                         | 1           | 1              |
| Tigres UANL                    | 1           | 1              |
| Morelia/Atlético Morelia       | 1           | 1              |
| León                           | 1           | 1              |
| Bachilleres                    | 1           | 1              |
| Cuautitlán                     | 1           | 1              |
| Marte                          | 1           | 1              |
| Chivas Rayadas                 | 1           | 1              |
| Murciélagos                    | 1           | 1              |
| UAZ                            | 1           | 1              |
| Aguacateros de Peribán         | 1           | 1              |
| Toluca                         | 1           | 0              |
| Nacional                       | 1           | 0              |
| Universidad Nacional           | 1           | 0              |
| Cruz Azul                      | 1           | 0              |
| Torreón                        | 1           | 0              |
| Tecos                          | 1           | 0              |
| Atletas Campesinos             | 1           | 0              |
| Oaxtepec                       | 1           | 0              |
| Correcaminos UAT               | 1           | 0              |
| Potros Neza                    | 1           | 0              |
| Toros Neza                     | 1           | 0              |
| Tigrillos                      | 1           | 0              |
| Águilas de Tamaulipas          | 1           | 0              |
| Astros                         | 1           | 0              |
| Lobos BUAP                     | 1           | 0              |
| Pegaso Anáhuac                 | 1           | 0              |
| Cruz Azul (Jasso)              | 1           | 0              |
| Mérida                         | 1           | 0              |
| Galeana Morelos                | 1           | 0              |
| Linces Tlaxcala                | 1           | 0              |
| Atlético Coatzacoalcos         | 1           | 0              |
| Tepatitlán                     | 1           | 0              |
| Mazorqueros                    | 1           | 0              |
| Tapatío                        | 0           | 5              |
| Poza Rica                      | 0           | 3              |
| Tecamachalco                   | 0           | 3              |
| Cuautla                        | 0           | 2              |
| San Sebastián                  | 0           | 2              |
| Inter Playa                    | 0           | 2              |
| Gallos Blancos UAQ             | 0           | 2              |
| Veracruz                       | 0           | 1              |
| Universidad de Guadalajara     | 0           | 1              |
| Tecnológico de Celaya          | 0           | 1              |
| Estado de México               | 0           | 1              |
| Jalisco                        | 0           | 1              |
| Atlético Yucatán               | 0           | 1              |
| Inter de Tijuana               | 0           | 1              |
| Delfines (Xalapa)              | 0           | 1              |
| Real de La Plata               | 0           | 1              |
| América Coapa                  | 0           | 1              |
| Autlán                         | 0           | 1              |
| Cachorros (U. de G.)           | 0           | 1              |
| Pumas Naucalpan                | 0           | 1              |
| Atlas B                        | 0           | 1              |
| Necaxa (San Juan)              | 0           | 1              |
| Tiburones Rojos (Córdoba)      | 0           | 1              |
| Dorados (Los Mochis)           | 0           | 1              |
| Altamira                       | 0           | 1              |
| Bravos de Nuevo Laredo         | 0           | 1              |
| Cimarrones de Sonora           | 0           | 1              |
| Cafetaleros de Chiapas         | 0           | 1              |
| Los Cabos United               | 0           | 1              |

## Palmarés (Segunda B y Serie B)
| Campeones de Segunda División     |             |                |
| Equipo                            | Campeonatos | Subcampeonatos |
| Correcaminos UAT                  | 4           | 1              |
| Uruapan                           | 3           | 1              |
| UAE de Hidalgo                    | 2           | 1              |
| Tapatío                           | 2           | 0              |
| Yalmakan                          | 2           | 0              |
| Santiago F.C.                     | 2           | 0              |
| Durango                           | 1           | 2              |
| América Coapa                     | 1           | 2              |
| Calor                             | 1           | 2              |
| Alebrijes "B"                     | 1           | 2              |
| Orizaba                           | 1           | 1              |
| S.U.O.O.                          | 1           | 1              |
| Atlas "B"                         | 1           | 1              |
| Pioneros de Cancún                | 1           | 1              |
| Selva Cañera                      | 1           | 1              |
| Real Zamora                       | 1           | 1              |
| Ayense                            | 1           | 1              |
| Santos Laguna                     | 1           | 0              |
| La Piedad                         | 1           | 0              |
| C.F. Nuevo León                   | 1           | 0              |
| Bachilleres                       | 1           | 0              |
| Guerreros de Acapulco             | 1           | 0              |
| Deportivo Tepatitlán              | 1           | 0              |
| Chapulineros de Oaxaca            | 1           | 0              |
| Cachorros (UANL)                  | 1           | 0              |
| Cachorros (León)                  | 1           | 0              |
| Estudiantes Tecos                 | 1           | 0              |
| Académicos                        | 1           | 0              |
| Mineros Fresnillo                 | 1           | 0              |
| Sahuayo                           | 1           | 0              |
| Cañoneros Marina                  | 1           | 0              |
| Santos (Soledad)                  | 0           | 2              |
| Universidad Autónoma de Querétaro | 0           | 1              |
| Pumas E.N.E.P.                    | 0           | 1              |
| Cachorros Neza                    | 0           | 1              |
| Pachuca                           | 0           | 1              |
| Galicia de Cuernavaca             | 0           | 1              |
| Cachorros Zamora                  | 0           | 1              |
| Zitlaltepec                       | 0           | 1              |
| Atlético Tecomán                  | 0           | 1              |
| Real Hidalgo                      | 0           | 1              |
| Alto Rendimiento Tuzo             | 0           | 1              |
| Pumas Naucalpan                   | 0           | 1              |
| Atlético San Luis                 | 0           | 1              |
| Sporting Canamy                   | 0           | 1              |
| Lobos Prepa                       | 0           | 1              |
| Tlaxcala                          | 0           | 1              |
| U de G "B"                        | 0           | 1              |
| Deportivo Cafessa                 | 0           | 1              |
| T'hó Mayas                        | 0           | 1              |
| Artesanos Metepec                 | 0           | 1              |
| Atlético Pachuca                  | 0           | 1              |

## Palmarés Filiales (Serie A y Serie B)
| Campeones de Segunda División                       |             |                |
| Equipo                                              | Campeonatos | Subcampeonatos |
| Guadalajara B/Chivas San Rafael/Guadalajara Premier | 5           | 2              |
| Pumas Prepa/UNAM Premier/UNAM B                     | 2           | 2              |
| Atlas B/Académicos de Atlas                         | 2           | 1              |
| América Coapa/América Premier                       | 2           | 0              |
| Pachuca Premier                                     | 2           | 0              |
| Morelia C/Monarcas Morelia Premier/Morelia B        | 1           | 3              |
| Santos Laguna B                                     | 1           | 2              |
| Toluca Premier                                      | 1           | 1              |
| Querétaro Fútbol Club B                             | 1           | 1              |
| Cimarrones de Sonora "B"                            | 1           | 1              |
| Tigres UANL Premier                                 | 1           | 0              |
| Necaxa Premier                                      | 1           | 0              |
| Aguacateros CDU                                     | 1           | 0              |
| Correcaminos UAT "B"                                | 1           | 0              |
| Leones Negros "B"                                   | 0           | 2              |
| Monterrey B                                         | 0           | 1              |
| León Premier                                        | 0           | 1              |
| Puebla B                                            | 0           | 1              |
| Lobos ULMX                                          | 0           | 1              |
| Mineros de Fresnillo                                | 0           | 1              |

## Copa de campeones de México
Con el regreso de la copa de la segunda división de México en la temporada 2013-14 surgió la idea de enfrentar a los 2 campeones del ciclo futbolístico en ambas divisiones.
Dicho torneo solo se disputó en una ocasión pues para la temporada 2014-15 el partido nunca se realizó, por otra parte en la segunda división "B" el trofeo fue entregado en automático a Chivas Rayadas y América Coapa tras obtener ambos torneos de copa del ciclo futbolístico.
| Temporada | Campeón Liga Premier | Global             | Subcampeón Liga Premier | Campeón liga de nuevos talentos                                                       | Global                                                                                | Subcampeón liga de nuevos talentos                                                    |
| --------- | -------------------- | ------------------ | ----------------------- | ------------------------------------------------------------------------------------- | ------------------------------------------------------------------------------------- | ------------------------------------------------------------------------------------- |
| 2013-14   | Cruz Azul (Jasso)    | 1-0                | Indios UACJ             | Chivas Rayadas fue declarado campeonisimo al ganar ambos torneos apertura y clausura. | Chivas Rayadas fue declarado campeonisimo al ganar ambos torneos apertura y clausura. | Chivas Rayadas fue declarado campeonisimo al ganar ambos torneos apertura y clausura. |
| 2014-15   | Murciélagos          | Final no realizada | Tecos                   | 'América Coapa fue declarado campeonisimo al ganar ambos torneos apertura y clausura. | 'América Coapa fue declarado campeonisimo al ganar ambos torneos apertura y clausura. | 'América Coapa fue declarado campeonisimo al ganar ambos torneos apertura y clausura. |